# Wapen van Zimbabwe

Wapen van Zimbabwe

Het wapen van Zimbabwe is sinds 21 september 1981 het officiële wapen van het land.

## Beschrijving
Het schild heeft een groene achtergrond met daarop in het zilver afgebeeld de megalithische ruïnes van Groot-Zimbabwe. In het schildhoofd staan zeven verticale blauwe golven. Als schildhouders zijn aan weerszijden van het schild grote koedoes afgebeeld, die op hun achterpoten staan op een savanne. Daarnaast staat op deze savanne een katoenplant en een maïsplant met een kolf. Achter het schild staan gekruist een schoffel en een AK-47-geweer, die in hun eigen kleuren zijn afgebeeld. Boven het schild is een gouden kroon afgebeeld met daaromheen een groen-zilveren band met daarachter een rode ster. Boven de kroon is de vogel van Zimbabwe afgebeeld. Ten slotte staat onder het schild nog een band met de tekst: Unity, Freedom, Work (Eenheid, Vrijheid, Werk).

## Symboliek
De groene kleur staat symbool voor de vruchtbare landbouwgrond van Zimbabwe en de blauwe golven staan voor de Victoriawatervallen. De ruïne en de vogel staan voor de rijke geschiedenis van het land. De ster staat voor de onafhankelijkheidsstrijd en de koedoes symboliseren de etnische diversiteit van het land.
Algerije · Angola · Benin · Botswana · Burkina Faso · Burundi · Centraal-Afrikaanse Republiek · Comoren · Congo-Brazzaville · Congo-Kinshasa · Djibouti · Egypte · Equatoriaal-Guinea · Eritrea · Ethiopië · Gabon · Gambia · Ghana · Guinee · Guinee-Bissau · Ivoorkust · Kaapverdië · Kameroen · Kenia · Lesotho · Liberia · Libië · Madagaskar · Malawi · Mali · Marokko · Mauritanië · Mauritius · Mozambique · Namibië · Niger · Nigeria · Oeganda · Rwanda · Sao Tomé en Principe · Senegal · Seychellen · Sierra Leone · Soedan · Somalië · Swaziland · Tanzania · Togo · Tsjaad · Tunesië · Westelijke Sahara · Zambia · Zimbabwe · Zuid-Afrika · Zuid-Soedan
Afhankelijke gebieden:
Brits Territorium in de Indische Oceaan · Canarische Eilanden · Ceuta · Melilla · Madeira · Mayotte · Réunion · Sint-Helena · Tristan da Cunha